# Close Enough for Love (альбом Ширли Хорн)
Close Enough for Love — студийный альбом американской певицы и пианистки Ширли Хорн, выпущенный в 1989 году на лейбле Verve Records. Среди исполнителей на альбоме также присутствует её трио, в которое входят басист Чарльз Эйблз и барабанщик Стив Уильямс, и приглашенный тенор Бак Хилл.

## Отзывы критиков
Крис Альбертсон из Stereo Review написал: «Хотя Хорн никогда не достигала высот успеха, достигнутых Ниной Симон или Робертой Флэк, которые относятся примерно к одной стилистической категории, это, конечно, не из-за недостатка таланта. Хорн играет на фортепиано вежливо и эффективно; её подход более насыщен, чем у Флэк, но не так драматичен, как у Симон. Как певица, она плавна и красноречива с привлекательной осторожностью, но у неё нет ярко выраженной индивидуальности, и это, вероятно, сдерживало её. По крайней мере, она естественна и не навязывает „оригинальный“ стиль, как это делали такие певцы, как Бетти Картер и Леон Томас, в ущерб себе. Индивидуальна Ширли Хорн или нет, её приятно слушать».

## Список композиций
| №                   | Название                       | Автор(ы)                                              | Длительность |
| ------------------- | ------------------------------ | ----------------------------------------------------- | ------------ |
| 1.                  | «A Beautiful Friendship»       | Дональд Кан, Стенли Штайн                             | 3:42         |
| 2.                  | «I Got Lost in His Arms»       | Ирвинг Берлин                                         | 4:15         |
| 3.                  | «Baby, Baby All the Time»      | Бобби Труп                                            | 2:40         |
| 4.                  | «Close Enough for Love»        | Джонни Мэндел, Пол Уильямс                            | 4:44         |
| 5.                  | «This Can’t Be Love»           | Лоренц Харт, Ричард Роджерс                           | 2:45         |
| 6.                  | «I Wanna Be Loved»             | Джонни Грин, Эдвард Хейман, Билли Роуз                | 4:29         |
| 7.                  | «Come Fly with Me»             | Сэмми Кан, Джимми Ван Хьюзен                          | 4:00         |
| 8.                  | «Once I Loved (O Amor en Paz)» | Винисиус ди Морайс, Рэй Жилберт, Антониу Карлос Жобин | 6:50         |
| 9.                  | «But Beautiful»                | Джонни Бёрк, Джимми Ван Хьюзен                        | 4:32         |
| 10.                 | «Get Out of Town»              | Коул Портер                                           | 2:42         |
| 11.                 | «Memories of You»              | Юби Блейк, Энди Разаф                                 | 7:23         |
| 12.                 | «It Could Happen to You»       | Джонни Бёрк, Джимми Ван Хьюзен                        | 2:48         |
| 13.                 | «So I Love You»                | Кэрролл Коутс                                         | 3:15         |
| Общая длительность: | Общая длительность:            | Общая длительность:                                   | 54:05        |

## Чарты

### Еженедельные чарты
| Чарт (1989)                     | Высшая позиция |
| ------------------------------- | -------------- |
| США (Billboard Top Jazz Albums) | 5              |

### Годовые чарты
| Чарт (1989)                     | Высшая позиция |
| ------------------------------- | -------------- |
| США (Billboard Top Jazz Albums) | 25             |